# Terminacija
Terminacije su odluke kneza, kapetana i generalnog providura.
Pietro Valier, generalni providur za Dalmaciju, naredio je izradbu zbornika dukala i terminacija. Obje vrste dokukmenata nastale su unutar kneževe i općinske kancelarije.
Poslije duždeve kancelarije u Mlecima, zadarska kancelarija bila je najvažnija kancelarija mletačke države.
Generalni providur donosio je terminacije zakonske snage koje se nisu mogle ukinuti, no starije dukale i terminacije nije mogao ukinuti.